# ابن افطس
ابن افطس که برخی منابع به افطس یا حسین افطس از او یاد کرده‌اند، الحُسَیْن بن الحَسَن الأفْطَس بن عَلِیّ الأصْغَر بن عَلِیّ زَیْن العابِدین بن الحُسَیْن بن عَلِیُّ بن أبِی طالِب الهاشِمیّ، نتیجه امام چهارم شیعیان بود. او در قیام ابوالسرایا، مسئول فتح مکه بود.
او از شورشیان علوی در مکه بود. او در ایام خلیفه عباسی عبدالله مأمون بین محرم ۱۹۹ تا جمادی الاخر ۲۰۰ هجری قمری / اوت ۸۱۴ - ژانویه ۸۱۶ میلادی قیام کرد.
در ابتدا از انقلاب ابوالسرایا شیبانی حمایت کرد. پس از مرگ وی، مدتی یاغی ماند تا اینکه مردم مکه، با او به عنوان خویشاوند محمد بن جعفر صادق بیعت کرد. اما این فقط یک امر رسمی بود، زیرا قدرت در دست حسین افطس و یکی از نزدیکان او به محمد دیباج بود. تا اینکه شاهزاده اسحاق بن موسی العباس با آنها جنگید و آنها را از مکه بیرون کرد.

## نام و لقب
نام او حسین بن حسن است و ملقب است به افطس یا ابن افطس. افطس به معنای کسی است که بینی پهنی دارد. به گفته فخرالدین طریحی، حسن بن علی را افطس می‌خواندند چرا که دارای بینی پهنی بوده است. به همین خاطر او را ابن‌افطس (فرزند پهن بینی) می‌خواندند.

## سرنوشت
گفته شده است که وی به فرمان ابوالسرایاُ فرماندار مکه بوده است. خبر حرکت وی به سمت مکه قبل از آنکه به مکه برسد، سبب شد تا مکه از عباسیان خالی شود. به این ترتیب وی بدون هیچگونه حمله نظامی، مکه را فتح کرد. مردم مکه نیز با وی نماز صبح را اقامه کردند. پس از در دست گرفتن قدرت در مکه، دستور داد تا پرده مکه را با پرده اهدایی ابوالسرایا که از جنس ابریشم بود تعویض نمایند. او همچنین به محمد بن مسلمه دستور داد تا با شکنجه عباسیان مکه، اموال چپاول شده در عصر عباسیان در مکه را بازپس بگیرد.

## نسل
امامزادگان و شخصیت‌های فراوانی از نسل حسین افطس هستند:
- سید محمدکاظم شریعتمداری[۶]
- سید علی خامنه‌ای[۷]
- محمود حسابی[۸]
- قائم‌مقام فراهانی
- سلسله بطلمیوس اندلس [۹]
- امامزاده حسن افطس تفرش‏ [۱۰]
- امامزاده محمّد بن جعفر افطس شاهرود [۱۱]
- امامزاده بى بى خانم افطس ساری [۱۲]
- امامزاده منصور افطس زرندیه [۱۳]